# هاري برينكلي باس
هاري برينكلي باس (بالإنجليزية: Harry Brinkley Bass)‏ هو ضابط أمريكي، ولد في 4 يوليو 1916 في شيكاغو في الولايات المتحدة، وتوفي في 20 أغسطس 1944 في فانوسك في فرنسا.